# Wiechońkowate
Wiechońkowate (Eulophidae) – rodzina błonkówek z nadrodziny bleskotek.

## Zasięg występowania
Przedstawiciele tej rodziny występują na całym świecie.
W Polsce do 2019 roku stwierdzono niemal 300 gatunków.

## Budowa ciała
Stopy 4 członowe, ostroga przedgoleniowa krótka i prosta. Czułki zwykle 10 członowe, pierwsze 2-4 człony tworzą funiculus. U samców czułki często silnie rozgałęzione.
Ubarwienie ciała ciemne, metalicznie lśniące.

## Boiologia i ekologia
Wiechońkowate są parazytoidami bardzo wielu grup owadów. Pasożytują na przedstawicielach licznych rodzin motyli, chrząszczy, błonkówek i muchówek, wciornastków i pluskwiaków równoskrzydłych (z rodzin misecznikowatych i tarcznikowatych). Żerują również w jajach pająków (jako nadpasożyty gąsieniczników atakujących jaja), oraz w roztoczach. Wiele gatunków atakuje, jako pasożyty pierwotne, larwy owadów żerujących w ukryciu (w drewnie, minujących liście itp.).

## Systematyka
Do wiechońkowatych zaliczanych jest około 4300 gatunków i 5 podrodzin:
- Entedoninae
- Entiinae
- Eulophinae
- Opheliminae
- Tetrastichinae